# Anisodactylus dulcicollis
Anisodactylus dulcicollis es una especie de escarabajo de tierra del género Anisodactylus, categorizada en la tribu Harpalini, de la subfamilia Harpalinae.

## Distribución
Se distribuye por América del Norte: Estados Unidos y Canadá.

## Taxonomía
Fue descrita por LaFerté-Sénectère en 1841.
Tratamiento taxonómico
La especie aparece registrada y publicada en Description de dix carabiques nouveaux du Texas et d'une espèce nouvelle de buprestide de France. -. Revue Zoologique par la Société Cuvierienne, 1841: 37-51, [errata: pp. 95-96]. (1841)